# Leonardo Ruiz Pineda
Leonardo Ruiz Pineda (Rubio, estado Táchira, 28 de septiembre de 1916 - Caracas, 21 de octubre de 1952), fue un abogado, periodista y político venezolano, uno de los fundadores del partido Acción Democrática (AD), su Secretario General y partícipe de la lucha clandestina entre 1949 y 1952, contra la dictadura militar de Marcos Pérez Jiménez.

## Biografía

### Inicio en la política
Leonardo Ruiz Pineda estuvo vinculado desde muy joven al quehacer político en su región natal y en la ciudad de Caracas. La tribuna que escogió en su momento para iniciar su participación en la vida pública fue el periodismo: en 1937, en el seno de la Universidad Central de Venezuela en la que cursaba estudios de Derecho, dirige La Voz del Estudiante, periódico en el que se plasmaban inquietudes e informaciones de la época y que sería clausurado por el gobierno de Eleazar López Contreras. Su inquietud por el momento político que vivía Venezuela en ese momento lo impulsó a participar, ya no como espectador sino como protagonista, en actividades partidistas. Es así como, siendo aún estudiante universitario, milita en el Partido Democrático Nacional, formando parte del grupo que Rómulo Betancourt llamaría «La Generación Tanque» conjunto de jóvenes dispuestos permanentemente a participar en acciones directas, actos de calle y movilizaciones propagandistas partidistas. En 1940, ya graduado, se desplaza a su estado natal, donde funda el diario Fronteras, dedicándose así a lo que sería, a lo largo del resto de su vida, uno de sus oficios y a la vez, forma y medio de divulgación de su pensamiento y acción política: el periodismo.

### Acción Democrática

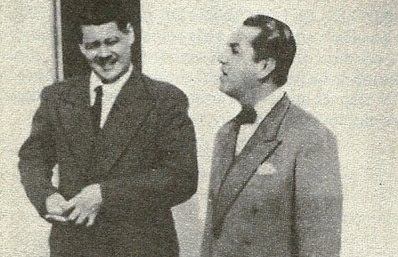
Alberto Carnevali y Leonardo Ruiz Pineda.

Es imposible separar la historia de Ruiz Pineda de la historia de Acción Democrática, no solo por ser él uno de sus fundadores, sino porque su muerte se vincula directamente con su militancia, activismo y dirigencia en este partido.
En el año 1941 participa en la fundación de la agrupación de esta organización socialdemócrata a nivel nacional y, de especial manera, se dedica a la organización partidista en su estado natal, donde se encarga de la dirección regional, de la captación de militantes y de la difusión de las ideas y postulados de la agrupación.
Su trabajo sería reconocido a nivel nacional, y lo llevaría a ocupar importantes labores de gobierno, luego del golpe de Estado que dirigieron oficiales del Ejército y dirigentes de AD y que derrocó al gobierno de Isaías Medina Angarita el 18 de octubre de 1945. Ese año es nombrado Secretario General de la Junta de Gobierno que presidía el líder de AD, Rómulo Betancourt. Posteriormente, entre 1945 y 1948, ocuparía los cargos de Presidente del Estado Táchira (último con esa denominación, y primero con el nuevo título de Gobernador de la entidad regional) y Ministro de Comunicaciones.

### Prisión y clandestinidad
Por el hecho de ser un alto dirigente partidista y gubernamental en ese momento, al materializarse el derrocamiento de Rómulo Gallegos, el 24 de noviembre de 1948, es hecho preso por un período cercano a los 6 meses. Compartió cárcel con muchos dirigentes de su partido y dirigentes comunistas, teniendo que mantenerse al margen de toda actividad política durante ese período. Al ser excarcelado, se reincorpora a las actividades políticas en un panorama completamente distinto: la represión y el castigo a la disidencia eran ahora la norma, AD se encontraba ilegalizado y sus principales dirigentes se encontraban en la cárcel o en el exilio. En ese marco, al ser capturado por el gobierno militar. Luis Augusto Dubuc, Secretario General del partido, es elegido por los dirigentes para sucederlo y encargarse de la organización de la resistencia y de las labores clandestinas. En ese escenario se caracterizó por ser un defensor de las labores conspirativas, entrando en contacto con elementos dentro de las Fuerzas Armadas que estuviesen dispuestos a actuar en contra de la dictadura militar que se mantenía en el poder. Además, se inclinó a la denuncia del régimen a través de la investigación de violaciones a los derechos humanos y la corrupción administrativa. Esta labor se vio coronada con la publicación en 1952 del Libro Negro de la Dictadura («Venezuela bajo el signo del terror»), de cuya edición y confección se encargó personalmente, impreso por José Agustín Catalá, con textos de Simón Alberto Consalvi, Ramón José Velásquez, René Domínguez, Jorge Dáger y el propio Ruiz Pineda, retratando los crímenes, las corruptelas y la situación económica, social, gremial y de libertades públicas que padecía Venezuela.

## Muerte

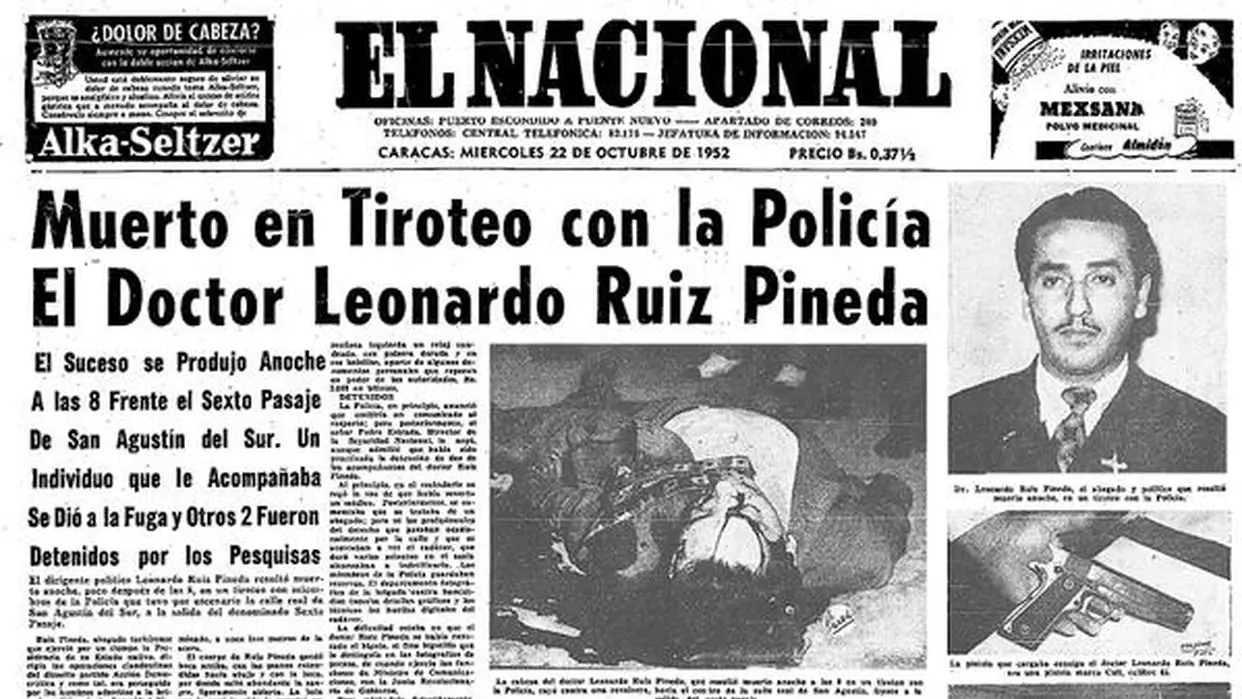
Portada del periódico El Nacional informando sobre la muerte de Ruiz Pineda.

En el año 1952 se endurecen las condiciones para el ejercicio de labores políticas clandestinas, aumenta la represión y aumenta el número de presos políticos. Luego del asesinato de Carlos Delgado Chalbaud, presidente de la Junta Militar, Marcos Pérez Jiménez se dispuso a legitimarse por medio de una Asamblea Constituyente, para cuyos comicios se organizaron elecciones pautadas para el 30 de noviembre de 1952. Acción Democrática llamó a la abstención y promovía actividades conspirativas y de calle para evitar la asistencia y la consumación del evento electoral. 
En esa labor sería sorprendido Ruiz Pineda el 21 de octubre de 1952: al dirigirse a una reunión con otros dirigentes, es interceptado por miembros de la Dirección de Seguridad Nacional, policía del régimen, produciéndose un confuso incidente en el que resulta muerto producto (se presume) del fuego cruzado originado en la balacera entre sus acompañantes y los policías. 
Durante una ceremonia conmemorativa en el Nuevo Circo de Caracas, cientos de personas ondearon pañuelos durante un minuto de silencio en su honor. Su muerte y las condiciones de la misma han sido motivo de discusión por muchos años, por estar relacionada con delaciones, espionaje y presuntas traiciones. De hecho, algunos han llegado a asegurar que su muerte se produjo por disparos provenientes de sus compañeros, sin que esta versión (difundida por la dictadura militar) haya podido comprobarse nunca. Lo que sí es cierto, es que después de su muerte nada sería igual para su partido, este perdió a uno de sus líderes más comprometidos para el momento. Su asesinato levantó protestas de presos políticos y dirigentes de todas las tendencias opuestas al régimen, y fue motivo de desaliento en las filas de AD, que pasaría a ser dirigida desde la Secretaría General, por Alberto Carnevali.

## Investigaciones
El gobierno interino de Wolfgang Larrazábal ordenó la reapertura del caso del asesinato de Leonardo Ruiz Pineda el 21 de febrero de 1958 que determinó la responsabilidad del agente de la Dirección de Seguridad Nacional Daniel Augusto Colmenare apodado “Suelespuma”.